# 哈丽雅特·布兰德
哈丽雅特·布兰德（英語：Harriet Bland，1915年2月13日—1991年11月6日），美国女子田径运动员。她曾代表美国参加1936年夏季奥林匹克运动会田径比赛，获得女子4×100米接力金牌。